# إدوارد بينيت (مجدف)
إدوارد بينيت (بالإنجليزية: Edward Bennett)‏ هو مجدف أمريكي، ولد في 25 سبتمبر 1915 في ميلروز في الولايات المتحدة، وتوفي في 9 فبراير 1997.

## وصلات خارجية
- إدوارد بينيت على موقع الاتحاد الدولي للتجديف (الإنجليزية)
- إدوارد بينيت على موقع أوليمبيديا (الإنجليزية)